# Entferntährige Segge
Die Entferntährige Segge (Carex distans), auch Langgliederige Segge genannt, ist eine Pflanzenart aus der Gattung Seggen (Carex) innerhalb der Familie der Sauergrasgewächse (Cyperaceae).

## Beschreibung

### Vegetative Merkmale
Die Entferntährige Segge ist eine immergrüne, ausdauernde, krautige Pflanze, die Wuchshöhen von 20 bis 60, selten bis 100 Zentimetern erreicht. Sie wächst dicht horstig und bilden keine Ausläufer. Die Stängel sind stumpf-dreikantig, glatt, aufrecht oder aufsteigend und im unteren Teil beblättert. Die einfachen, grau-grünen Laubblätter sind an der Oberseite rau, 2 bis 5, selten bis zu 6 Millimeter breit, deutlich kürzer als der Stängel und am oberen Ende plötzlich zugespitzt. Sie sind ziemlich steif. Das Blatthäutchen misst 2 bis 3 Millimeter. Die Bauchscheidenwand hat ein trockenhäutiges Anhängsel. Die grundständigen Blattscheiden sind strohfarben bis braun und schwach zerfasernd.

### Generative Merkmale

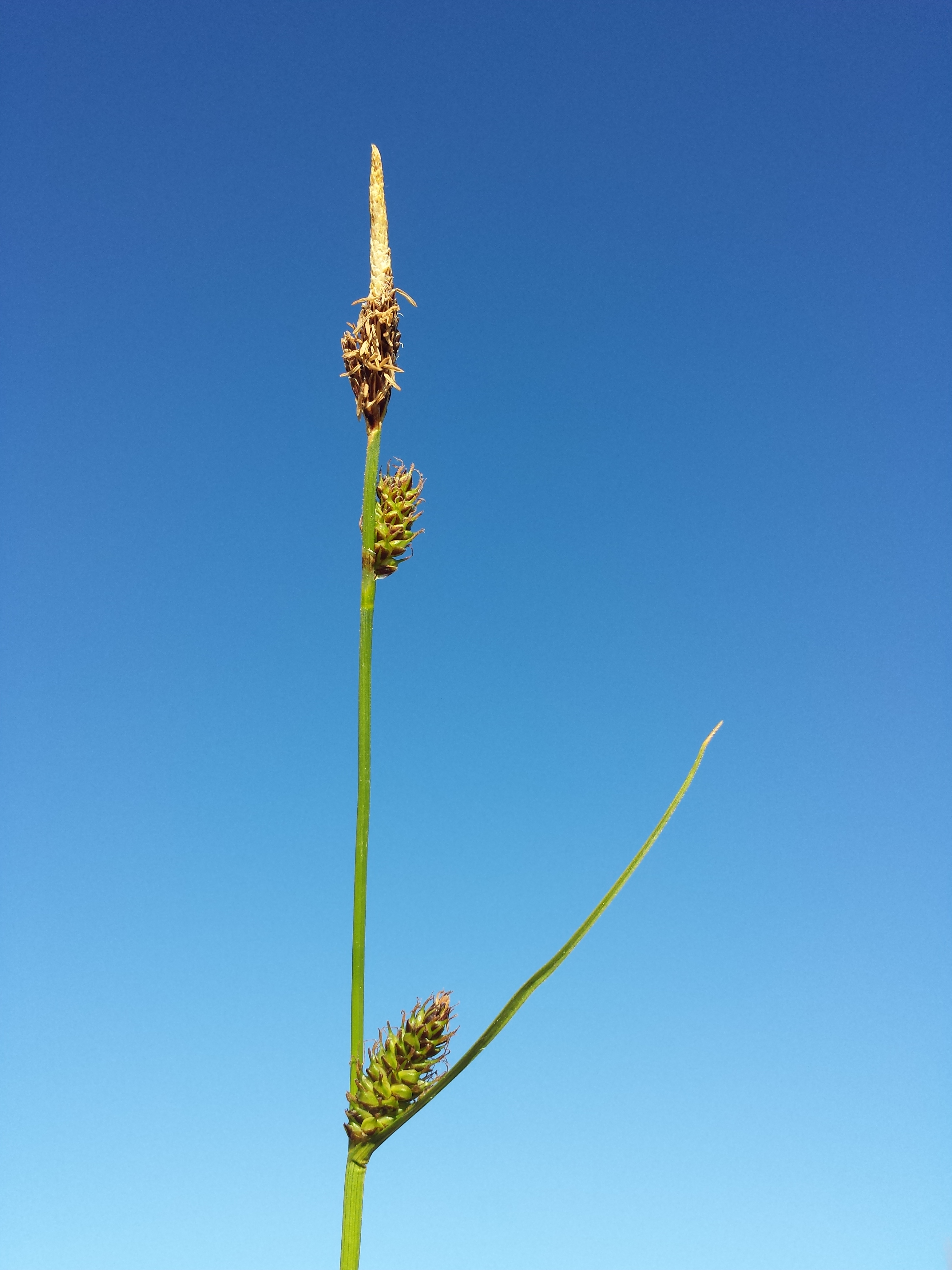
Blütenstand

Sie ist eine Verschiedenährige Segge. Der Blütenstand enthält ein männliches und zwei oder drei, selten bis vier weiblichen Ährchen. Das endständige männliche Ährchen ist gestielt, bei einer Länge von etwa 30 Millimetern sowie einem Durchmesser von 2 bis 4 Millimetern schmal-zylindrisch. Die Spelzen der männlichen Blüten sind bei einer Länge von 3,5 bis 5 Millimetern sowie einer Breite von etwa 1,5 Millimeter schmal-spatelförmig; sie sind länger und schmaler als die der weiblichen Blüten. Die weiblichen Ährchen sind gestielt; ihre Stiele sind aber zum Teil in den Scheiden der Hüllblätter verborgen. Die Hüllblätter haben lange Scheiden und sind meist deutlich länger als die Ährchen, aber kürzer als der ganze Blütenstand. Die weiblichen Ährchen sind meist aufrecht, gestielt, bei einer Länge von 10 bis 30 Millimetern sowie einem Durchmesser von 5 bis 8 Millimetern kurz-walzenförmig, und dichtblütig. Die beiden untersten weiblichen Ährchen stehen voneinander und von den anderen weit getrennt (daher die Bezeichnung distans). Die Spelzen der weiblichen Ährchen sind bei einer Länge von 3 bis 4 Millimetern sowie einer Breite von 2 bis 3 Millimetern eiförmig, oberwärts bewimpert und meist etwas ausgebuchtet, in der Bucht mit Stachelspitze, kürzer als die Schläuche; sie sind hell- bis rot-braun mit grünem Mittelstreifen und schmalen weißhäutigen Rändern. Die gelbgrünen, braun gefleckten, matten Schläuche sind bei einer Länge von 3,5 bis 5 Millimetern sowie einem Durchmesser von 1,2 bis 2 Millimetern eiförmig bis ellipsoid, stumpf-dreikantig, nach oben ziemlich plötzlich in den deutlichen zweizähnigen Schnabel verschmälert; sie sind längsnervig und haben zwei deutlicher hervortretende Randnerven. Die weiblichen Blüten haben drei Narben.
Die Frucht ist bei einer Länge von etwa 2 Millimetern sowie einer Breite von etwa 1,5 Millimetern verkehrt-eiförmig, scharf-dreikantig, braun und an den Kanten heller.
Die Chromosomenzahl beträgt 2n = 72 oder 74.

## Ökologie und Phänologie
Die Blütezeit reicht von Mai bis Juni. Die Bestäubung erfolgt durch den Wind (Anemophilie). Die Diasporen werden durch den Wind ausgebreitet (Anemochorie).

## Vorkommen

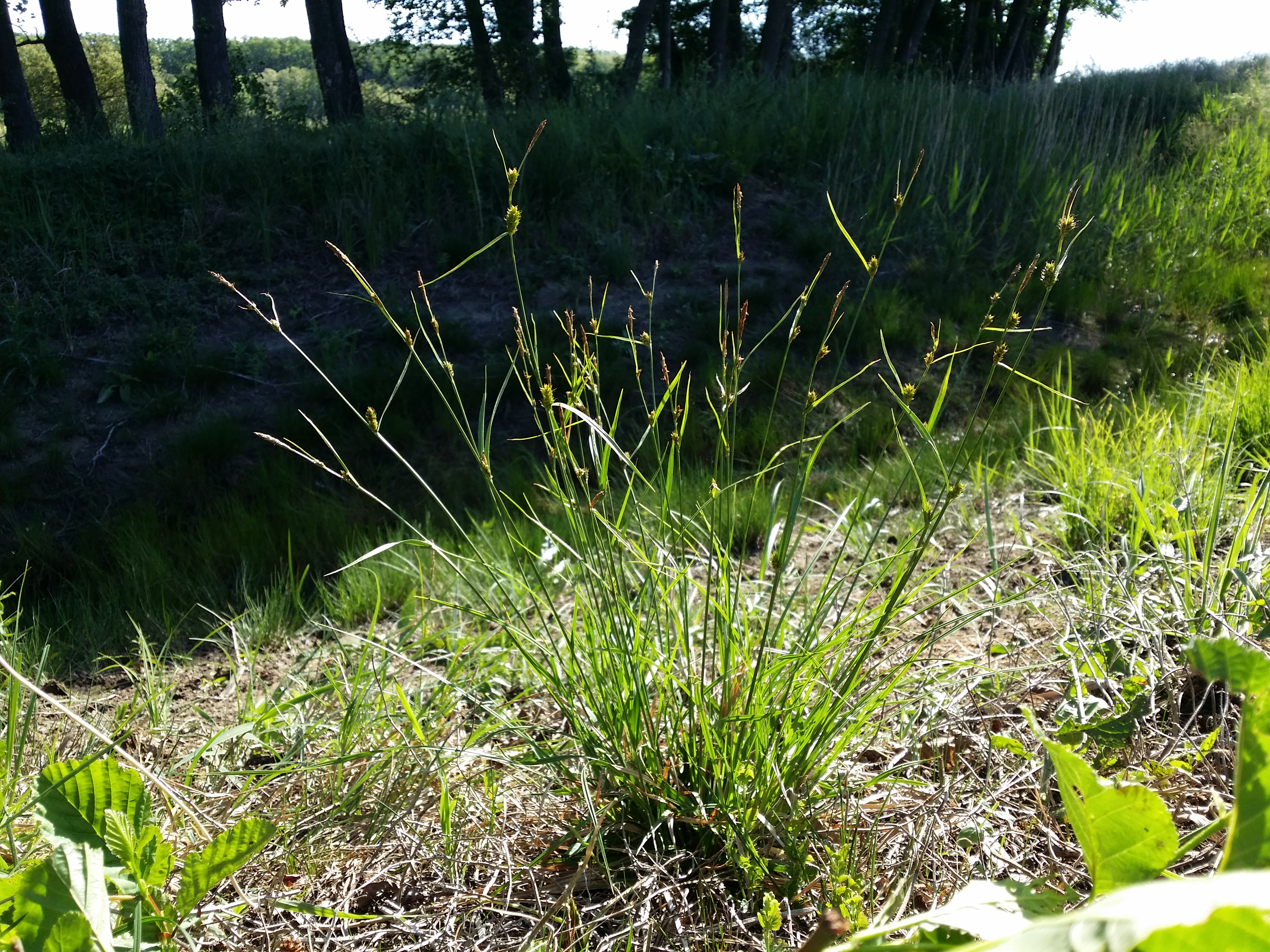
Habitus

Die Entferntährige Segge ist in den warmgemäßigten Gebieten der Nordhalbkugel verbreitet. Sie ist ein mediterranes bis europäisch-gemäßigtes Florenelement. In West-, Mittel-, Süd- und Südosteuropa kommt sie verbreitet vor, nach Osten gibt es vereinzelte Vorkommen in Mittelrussland bis zur Wolga; in Nordeuropa kommt sie nur im südlichen Skandinavien und im Baltikum vor, sonst fehlt sie dort; ferner gibt es Vorkommen auf den Azoren, Madeira, in Nordafrika, im Südwesten der Sinai bis in den Iran und bis Japan und Korea. In Mitteleuropa kommt sie zerstreut vor, ist aber im Süden und Norden häufiger.
Sie wächst in Mitteleuropa auf feuchten Wiesen, Wegen, in Sümpfen und Kalkflachmooren. Im Küstenland kommt sie häufig in Strandwiesen vor. Im Binnenland zeigt sie Salz- und Gipsböden an. Die Entferntährige Segge besiedelt kalk-, gips- oder kochsalzreiche, feuchte, lehmig-tonige, schweren Böden. Sie stellt an die Lufthaltigkeit des Bodens keine hohen Ansprüche. Sie zeigt Bodenverdichtungen an. Sie kommt bis in die montane Höhenstufe vor und steigt bis in Höhenlagen von 2000 Metern. Sie meidet Kältemulden. In den Allgäuer Alpen steigt sie östlich Hinterstein bis zu einer Höhenlage von etwa 1000 Meter auf. In Graubünden erreicht sie bei Peist 1270 Meter, im Kanton Wallis bei Zermatt 1605 Meter.
Die ökologischen Zeigerwerte nach Landolt et al. 2010 sind in der Schweiz: Feuchtezahl F = 4w+ (sehr feucht aber stark wechselnd), Lichtzahl L = 4 (hell), Reaktionszahl R = 4 (neutral bis basisch), Temperaturzahl T = 4 (kollin), Nährstoffzahl N = 3 (mäßig nährstoffarm bis mäßig nähstoffreich), Kontinentalitätszahl K = 3 (subozeanisch bis subkontinental), Salztoleranz = 1 (tolerant).
Im pflanzensoziologischen System ist sie an den Küsten eine Art der Strandnelkenwiesen (Verband Armerion maritimae), sonst der Verbände Molinion caeruleae und des Caricion davallianae.

## Systematik

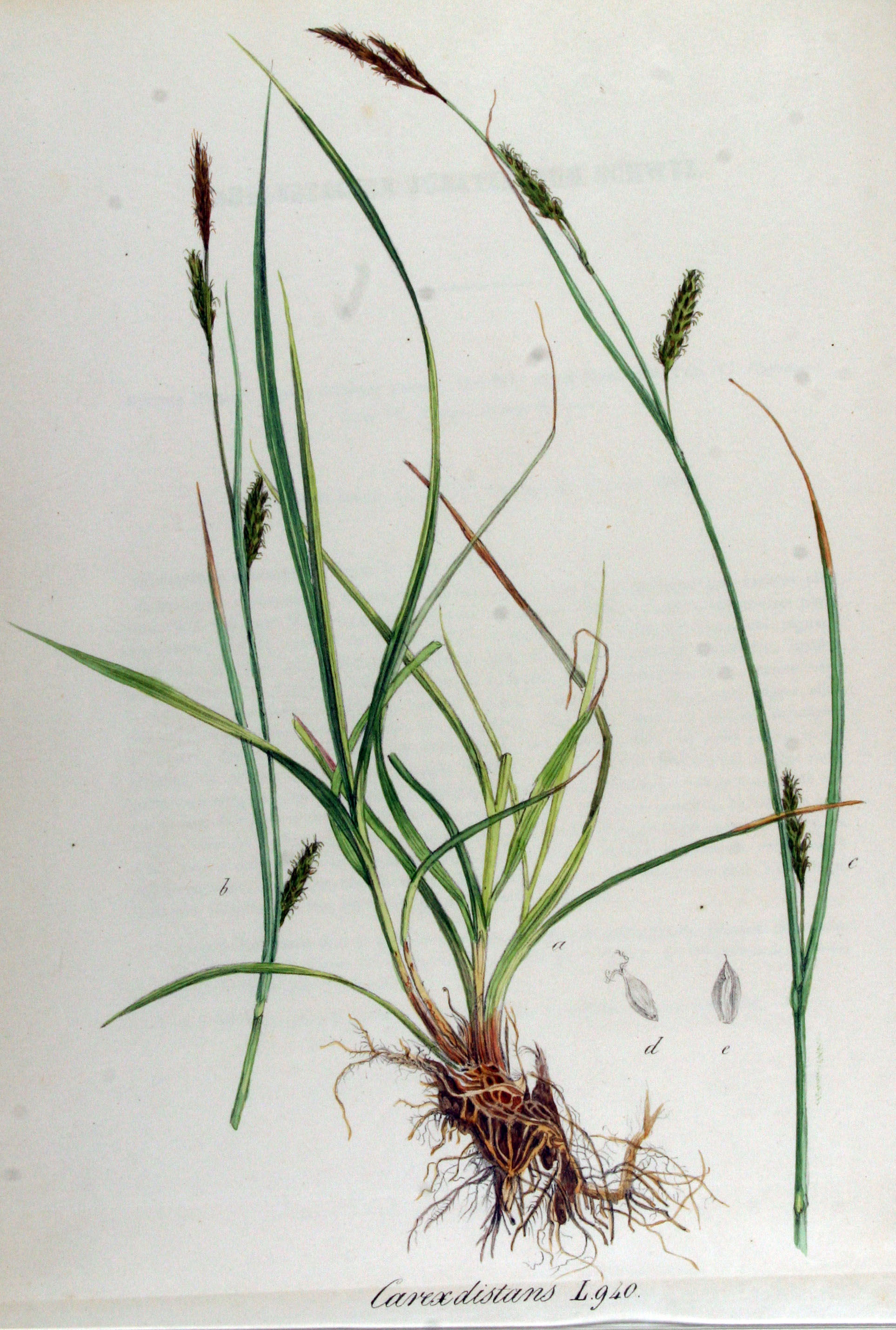
Illustration aus Flora Batava, Volume 12

Die Erstveröffentlichung von Carex distans erfolgte 1759 durch Carl von Linné in Systema Naturae, 10. Auflage, Band 2, Seite 1263.
Je nach Autor gibt es etwa zwei Unterarten:
- Carex distans L. subsp. distans (Syn.: Carex baetica Auersw. ex Willk., Carex bessarabica (Săvul. & Rayss) Zahar., Carex binerviformis (Holmboe) Prain, Carex forficula Sennen nom. illeg., Carex fulva G.Gaertn., B.Mey. & Scherb. nom. illeg., Carex mariae-victorinii Sennen, Carex miliacea Schrank, Carex neglecta Degl., Carex nervosa Willd. ex Kunth nom. illeg., Carex portae K.Richt., Carex pseudoflava Schur, Carex sicula C.Presl nom. illeg., Carex sicula C.Presl ex Boott nom. illeg., Carex sinai Boott, Carex sinaica Nees ex Steud. nom. superfl., Carex vikingensis C.B.Clarke, Carex distans subsp. adriatica Degen, Carex distans var. baetica (Auersw. ex Willk.) Nyman, Carex distans var. bessarabica Săvul. & Rayss, Carex distans subsp. binerviformis Holmboe, Carex distans var. ciliata Peterm., Carex distans var. corbiereana Rouy nom. illeg., Carex distans var. corbieriana Rouy, Carex distans var. crassa Gadeceau, Carex distans var. deglandii Rouy nom. superfl., Carex distans var. minor Post, Carex distans var. neglecta (Degl.) Nyman, Carex distans var. pendula Lackow., Carex distans var. pseudoflava (Schur) Asch. & Graebn., Carex distans var. sinaica Gehrke, Carex distans var. vikingensis Gadeceau): Sie kommt auf den Azoren, in Europa und vom Mittelmeerraum bis Japan vor.[5]
- Carex distans subsp. oranensis (Trab.) Jahand. & Maire (Syn.: Carex distans var. oranensis (Trab.) Murb., Carex oranensis Trab.): Sie kommt in Marokko, Algerien und Tunesien vor.[5] Nach Euro+Med stellen sie manche Autoren aber als Synonym zu Carex distans subsp. distans.[8]

## Detailfotos

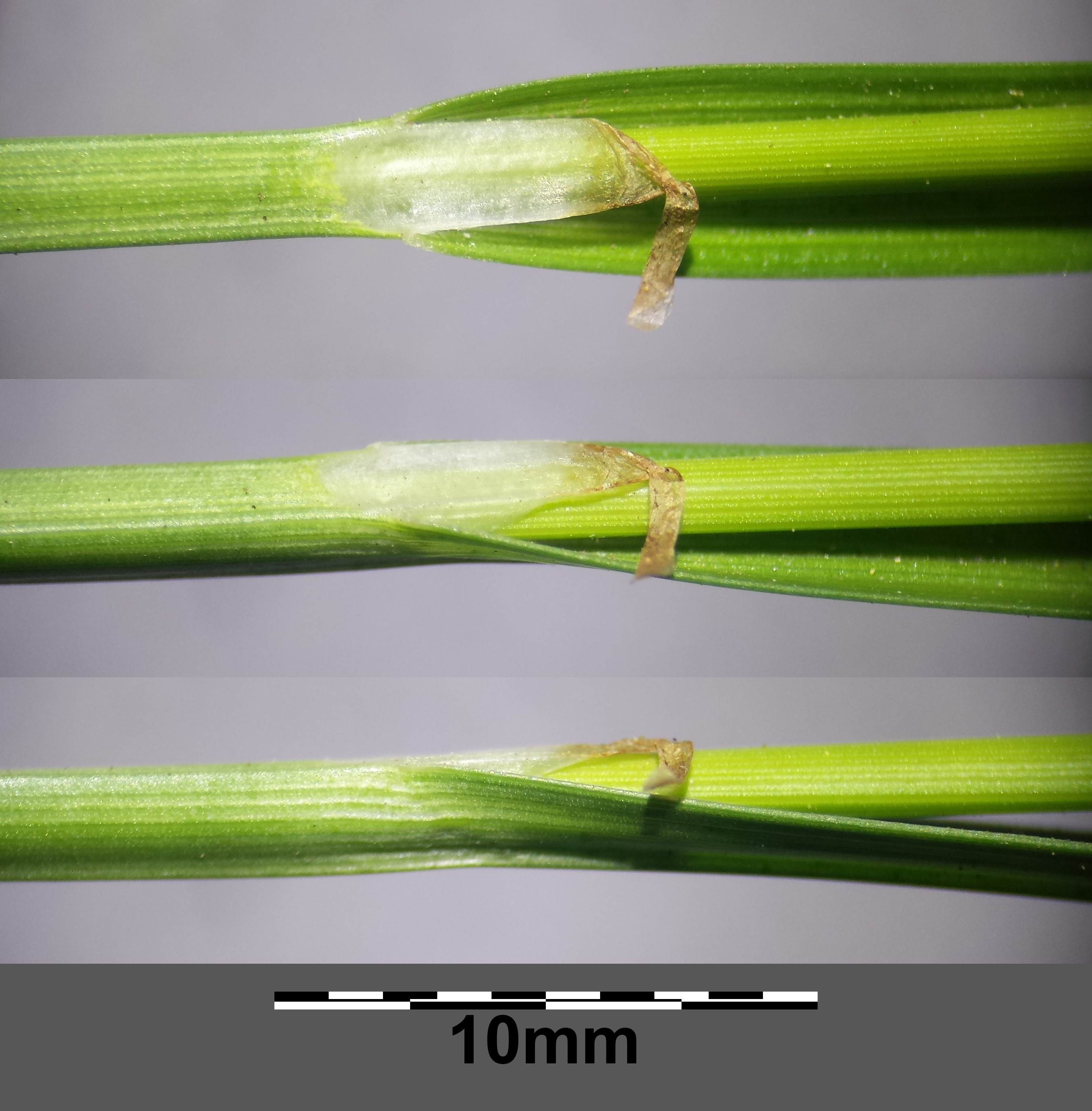
Stängel mit Laubblatt, Blattscheide und häutigem Anhängsel
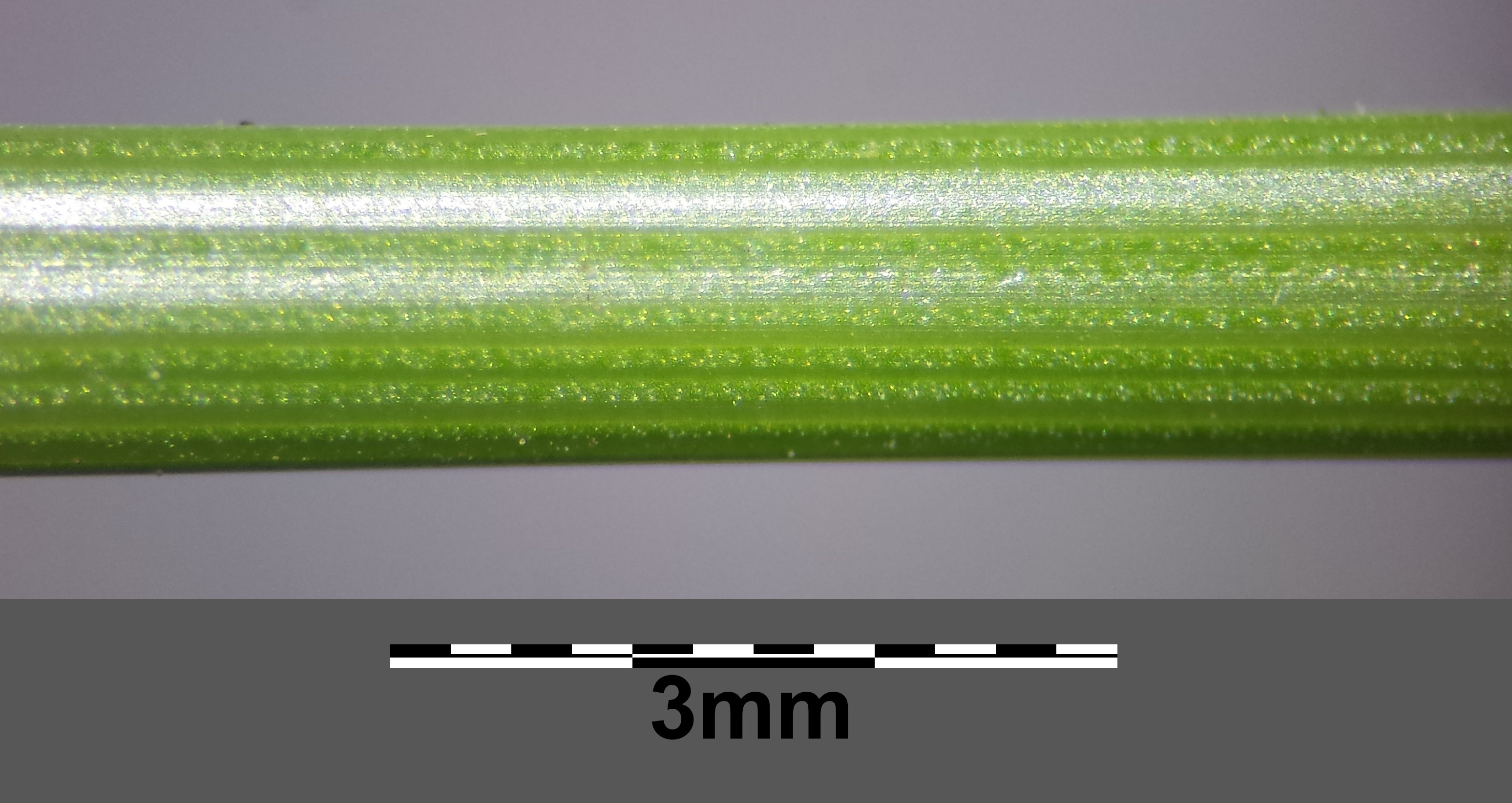
Stängel
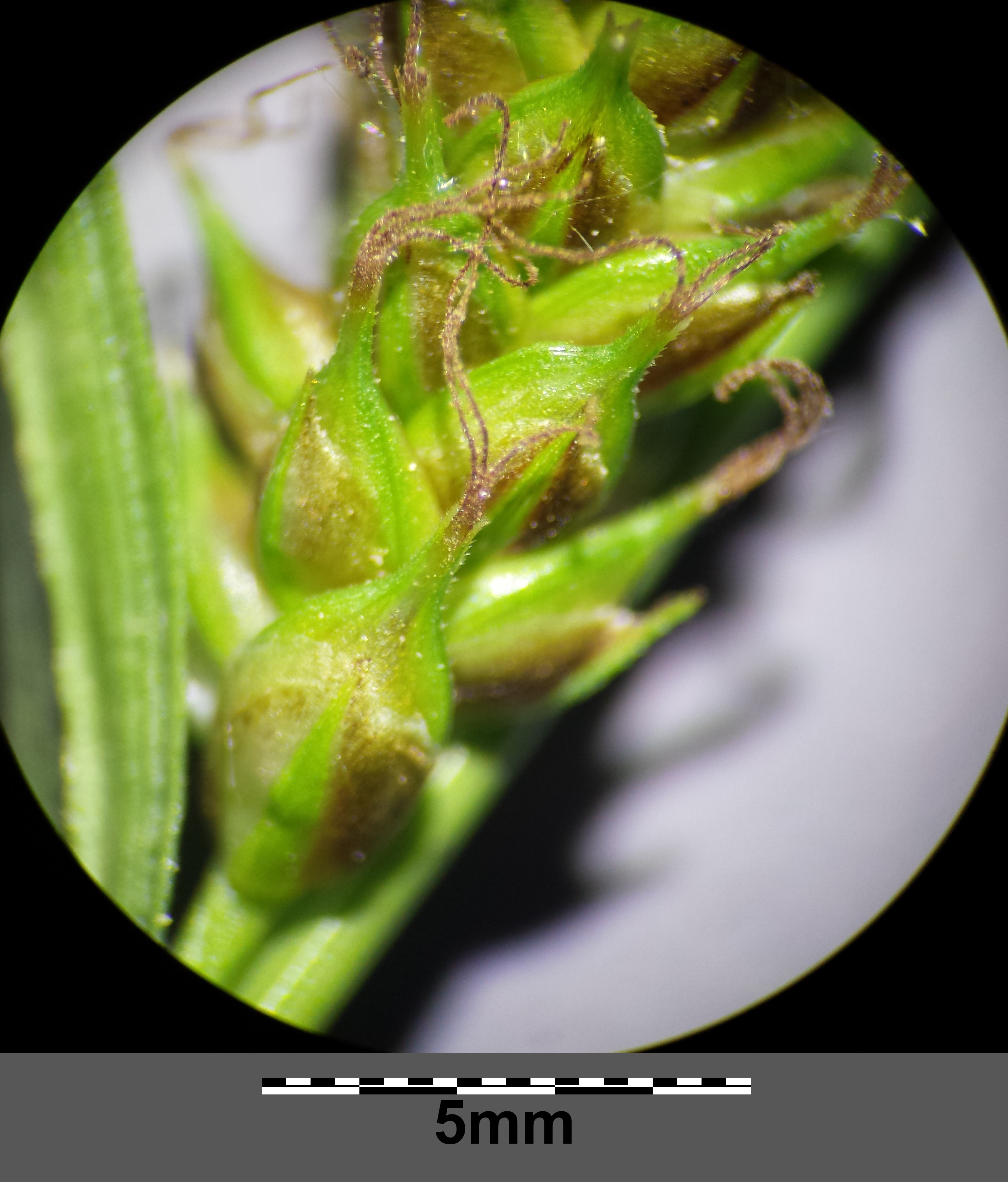
Weibliche Ähre (Ausschnitt)
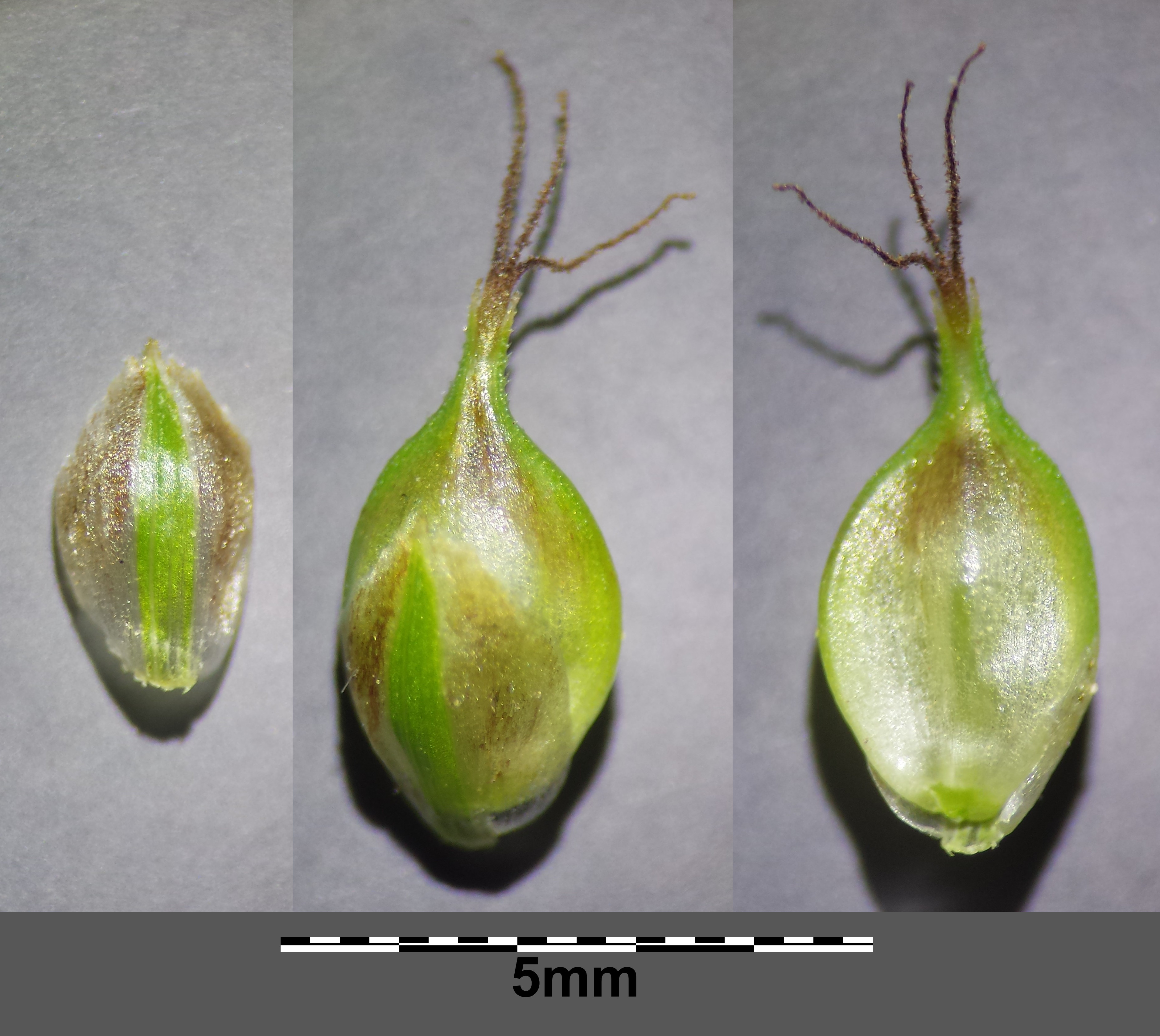
Deckblatt und Schlauch
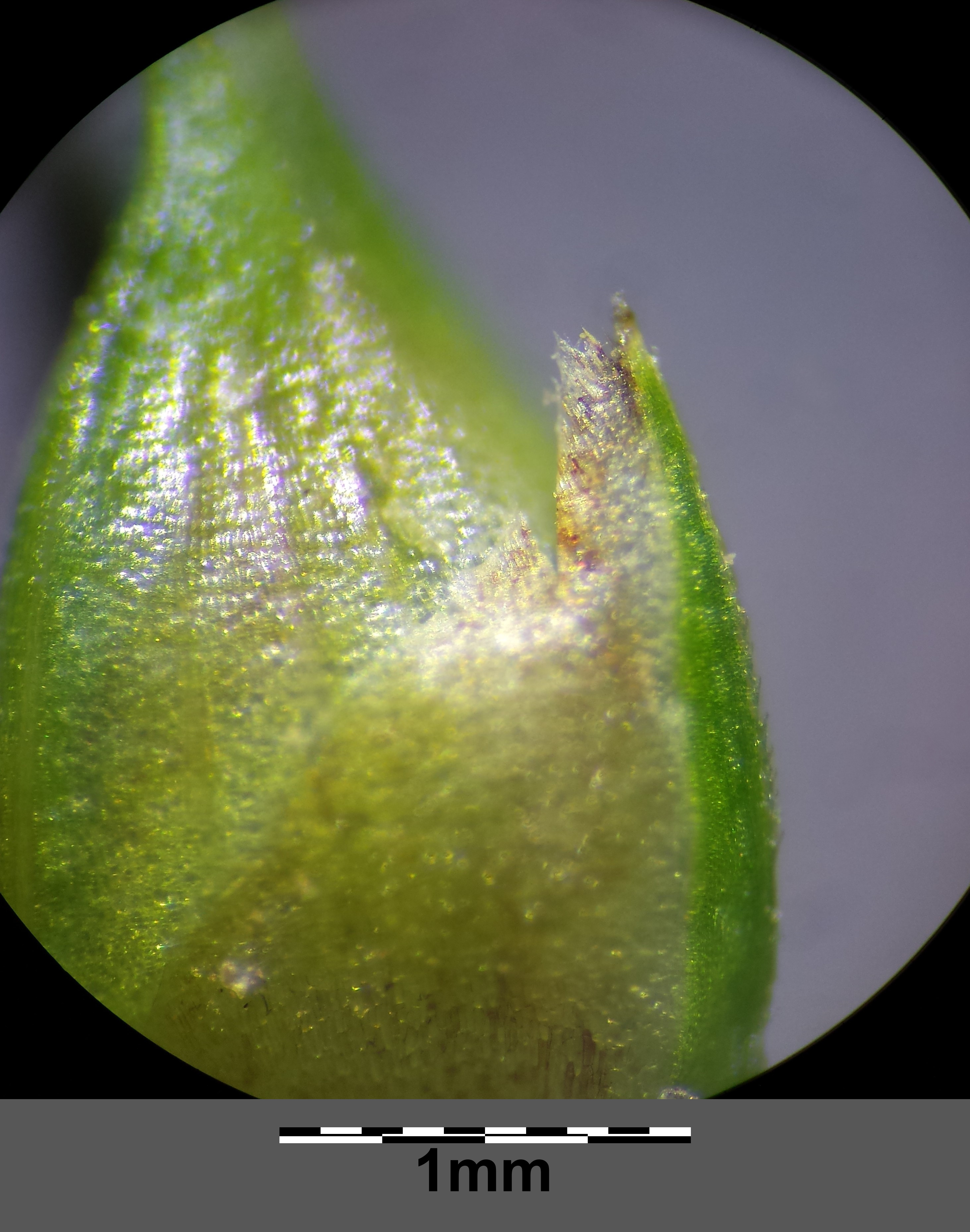
An der Spitze fransig bewimpertes Deckblatt
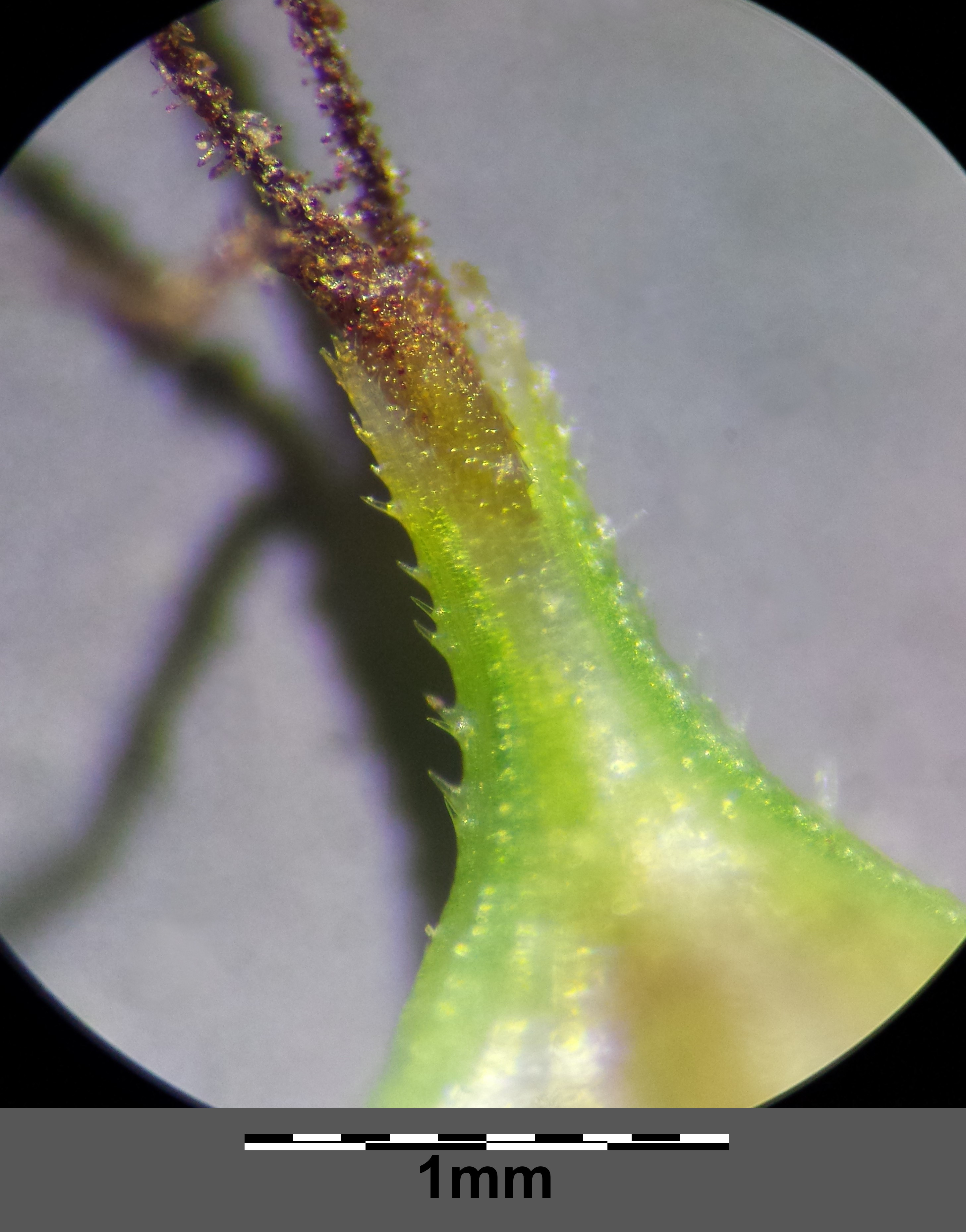
Stachelig-rauer Schnabel des Schlauchs
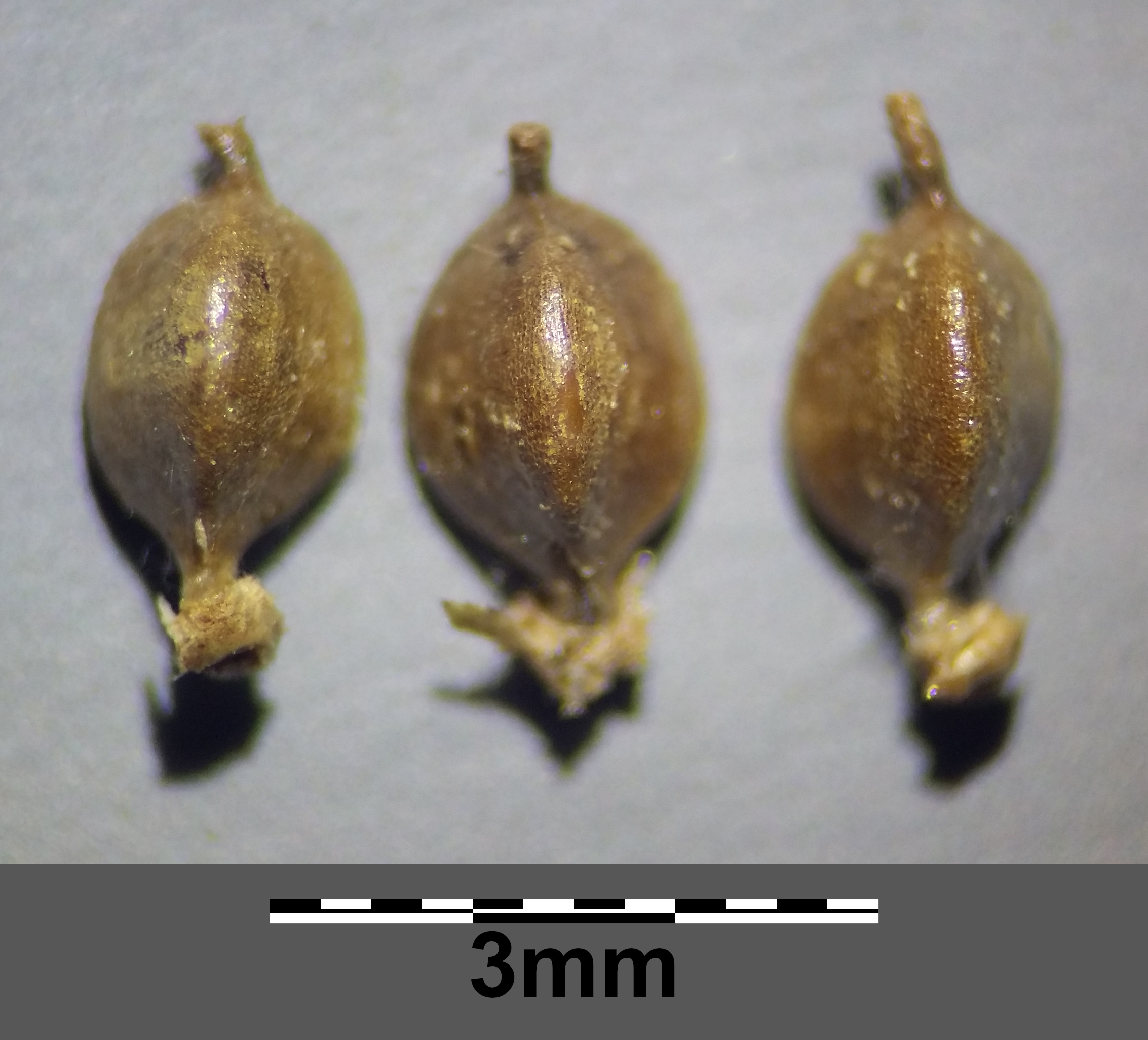
Früchte